# Simon Arthur (4e baron Glenarthur)
Pour les articles homonymes, voir Arthur.
Simon Mark Arthur (né le 7 octobre 1944), est un pair, pilote et homme d'affaires britannique. Ayant accédé aux titres de son père en 1976, il est l'un des 92 pairs héréditaires élus pour rester à la Chambre des lords après la House of Lords Act 1999, et siège en tant que conservateur.

## Carrière
Fils du 3e baron Glenarthur, il est né dans une famille marchande écossaise et fait ses études au Collège d'Eton. Officier au 10e Royal Hussars en 1963, Glenarthur est aide de camp du haut-commissaire d'Aden en 1964 et 1965. Entre 1976 et 1980, il est major dans la réserve des Royal Hussars, Territorial and Army Volunteer Reserve, et capitaine pour British Airways Helicopters entre 1976 et 1982.
Lord Glenarthur sert dans le gouvernement de Margaret Thatcher à la Chambre des lords et, en 1982, est Lord-in-waiting (whip du gouvernement) et sous-secrétaire d'État parlementaire au ministère de la Santé et de la Sécurité sociale (DHSS) en 1983. Il rejoint ensuite le ministère de l'Intérieur avant d'être promu ministre d'État de l'Écosse en 1986. Sa dernière nomination ministérielle est ministre d'État aux Affaires étrangères et du Commonwealth de 1987 à 1989. Il s'occupe notamment de Hong Kong et les relations du Royaume-Uni avec la Chine.
De 1977 à 1982, Lord Glenarthur est directeur d'Aberdeen and Texas Corporate Finance Ltd et de 1979 à 1982 d'ABTEX Computer Systems Ltd. Il est cadre supérieur de Hanson plc de 1989 à 1996, vice-président de Hanson Pacific Ltd de 1994 à 1998 et administrateur de Whirly Bird Services Ltd de 1995 à 2004. Il est également consultant auprès de British Aerospace de 1989 à 1999 et président du Conseil national de la protection civile de 1991 à 2003. Pour le British Helicopter Advisory Board, il est président entre 1992 et 2004 et en est le président honoraire depuis 2004. Lord Glenarthur est directeur de Lewis Group en 1993 et 1994, consultant chez Chevron de 1994 à 1997 et directeur de Millennium Chemicals de 1996 à 2004. Il est également consultant pour Hanson plc de 1996 à 1999 et pour l'Imperial Tobacco Group plc de 1996 à 1998, président de l'European Helicopter Association de 1996 à 2003 et de la Fédération internationale des associations d'hélicoptères de 1997 à 2004, et est gouverneur des hôpitaux de Nuffield depuis 2000. Entre 2001 et 2002, il est consultant pour Audax Trading Ltd, et administrateur entre 2003 et 2005. Depuis 2001, il est commissaire de l'Hôpital royal de Chelsea, depuis 2002 directeur du Medical Defence Union et depuis 2005 directeur d'Andax Global.
Glenarthur est membre du conseil de la Ligue aérienne depuis 1994 et membre du Comité national de liaison des employeurs pour les forces de réserve de Sa Majesté de 1996 à 2002. Depuis 2002, il est également président du Conseil consultatif national des employeurs pour les forces de réserve britanniques. Il est lieutenant de la Compagnie royale des archers, depuis 2002 colonel honoraire de l'hôpital de campagne 306 et depuis 2004 Commodore honoraire de l'air de l'escadron 612 (comté d'Aberdeen), Royal Auxiliary Air Force. En 1992, Glenarthur est Freeman de la Guild of Air Pilots and Air Navigators et en 1996 un Liveryman. Après avoir été membre du Chartered Institute of Logistics and Transport depuis 1978, il est nommé Fellow en 1999. Il est également Fellow de la Royal Aeronautical Society depuis 1992 et Freeman de la Cité de Londres depuis 1996.
Depuis 2010, Lord Glenarthur est gouverneur et administrateur de l'hôpital Sister Agnes du roi Édouard VII. Dans son rôle de gouverneur, il écrit à la station de radio australienne 2Day FM à la suite de leur appel de canular à l'hôpital King Edward VII concernant la grossesse de la duchesse de Cambridge et la mort subséquente de l'infirmière Jacintha Saldanha qui a pris l'appel. Glenarthur écrit qu'il est « vraiment épouvantable » que l'appel ait été approuvé par la direction de la radio avant sa diffusion.

## Vie privée
Glenarthur est marié à Susan Barry, une arrière-petite-fille du comte de Dunmore et une arrière-arrière-petite-fille du comte de Leicester, depuis 1969; ils ont un fils, Edward Alexander Arthur, et une fille.